# Aus dem Tagebuch eines Junggesellen
Aus dem Tagebuch eines Junggesellen ist ein 1928 gedrehtes deutsches Stummfilmlustspiel von Erich Schönfelder mit Reinhold Schünzel in der Titelrolle sowie Iwa Wanja und Grit Haid in den weiblichen Hauptrollen. Die Geschichte basiert auf einem Lustspiel von René Sorel.

## Handlung
Franz ist der titelgebende Junggeselle, der eines Tages ganz ohne Absicht in die Rolle eines Verführers, des ewigen Don Juan gerät. Dabei führte ihn lediglich der Zufall in die Wohnung eines notorischen Schwerenöters. Als man glaubt, Franz sei der Wohnungseigner, wird er ungewollt in dessen Leben gedrängt. Jetzt, wo man Franz für den Anderen hält, folgen zwei Tage unablässiger Verwechslungen, die Franz mit Damen im Besitz des Wohnungsschlüssel wie Lilli und Lulu, die ihm als kokettes Barmädchen schöne Augen macht, zusammenführen. Franz gerät aber auch in Kontakt mit Männern, die nicht immer gut auf den eigentlichen Hausherrn zu sprechen sind wie zum Beispiel ein wildgewordener Ehemann und ein abenteuerlustiger Onkel. Bald nimmt das Chaos seinen Lauf …

## Produktionsnotizen
Aus dem Tagebuch eines Junggesellen entstand in der zweiten Jahreshälfte 1928, passierte am 12. Oktober desselben Jahres die Filmzensur und wurde im Januar 1929 in Berlin Alhambra-Kino am Kurfürstendamm uraufgeführt. Die Länge des mit Jugendverbot belegten Siebenakters betrug 2643 Meter.
Gustav A. Knauer und Willy Schiller gestalteten die Filmbauten.

## Kritik
In Die Stunde heißt es: „Ein Film voll Komik, die sich nicht beschreiben, sondern nur erleben läßt!“